# Votantes Sanders-Trump
En los Estados Unidos, los votantes Sanders-Trump, también conocidos como votantes Bernie-Trump, son estadounidenses que votaron por Bernie Sanders en las primarias presidenciales del Partido Demócrata de 2016 o 2020 (o ambas), pero que posteriormente votaron por el candidato del Partido Republicano Donald Trump en las elecciones generales. En las elecciones de 2016, estos votantes comprendieron aproximadamente el 12% de los partidarios de Sanders. En contraste, más del 70% de los partidarios de Sanders votaron por la candidata del Partido Demócrata, Hillary Clinton.
La medida en que estos votantes han sido decisivos en la victoria de Trump y su efecto en las elecciones de 2020 han sido objeto de debate. En comparación con otros votantes de Sanders, es menos probable que estos votantes Sanders-Trump se identifiquen como demócratas y tengan puntos de vista más conservadores sobre cuestiones sociales y raciales. Tienden a ser mayores y es más probable que sean blancos.

## Elecciones de 2016

### Estudios
El Estudio Cooperativo de Elecciones del Congreso (CCES), una encuesta electoral de aproximadamente 50 000 personas, encontró que el 12% de los votantes de Sanders votaron por Trump en 2016. En los estados pendulares de Míchigan, Pensilvania y Wisconsin, el número de votantes de Sanders-Trump fue más de dos veces el margen de victoria de Trump en esos estados. Debido a esto, algunos analistas, como el periodista de datos de The Economist G. Elliott Morris, han argumentado que estos votantes tuvieron un impacto desproporcionadamente grande en las elecciones de 2016. Otros, incluido el politólogo Brian Schaffner, quien se desempeñó como coinvestigador principal en la encuesta del CCES, han dicho que el margen de victoria de Trump fue lo suficientemente pequeño como para que los votantes de Sanders-Trump fueran simplemente un bloque de votantes de muchos que podrían haber decidido el resultado, y que las «deserciones» entre una elección primaria y una elección general son bastante comunes.
La encuesta VOTER de 2016 realizada por YouGov, que entrevistó a 8000 encuestados en julio y diciembre de 2016, encontró que el 12% de los que prefirieron a Sanders en las primarias prefirieron a Trump en las elecciones generales. La Encuesta del Panel de Elecciones Presidenciales de RAND, que entrevistó al mismo grupo de alrededor de 3000 encuestados seis veces durante la campaña, encontró que el 6% de los que informaron que apoyaban a Sanders en marzo informaron que apoyaban a Trump en noviembre. A diferencia de la encuesta CCES, estas dos encuestas no validaron la participación de los encuestados. Una encuesta de mayo de 2016 realizada por ABC News y The Washington Post mostró que el 20% de los votantes de Sanders apoyaba a Trump, mientras que otra encuesta de ABC/Washington Post unos días antes de las elecciones generales mostró que el 8% de los partidarios de Sanders tenían la intención de votar por Trump.

### Análisis
En una entrevista con Vox, Schaffner destacó el hecho de que los votantes Sanders-Trump eran mucho menos propensos a identificarse como demócratas que los votantes de Sanders que votaron por Clinton o un candidato de un tercer partido. Según Schaffner, aproximadamente la mitad del bloque de votantes se identificó como republicanos o independientes. Los datos de la encuesta VOTER mostraron que solo el 35% de los votantes Sanders-Trump votaron por el titular demócrata Barack Obama en las elecciones de 2012; en contraste, el 95% de los votantes Sanders-Clinton votaron por Obama en 2012.
En comparación con los votantes típicos del Partido Demócrata, los votantes Sanders-Trump eran mucho más conservadores en cuestiones raciales y sociales. Más del 40% de los votantes Sanders-Trump no estuvieron de acuerdo con la idea de que los blancos tienen ventajas, en comparación con menos del 10% de los votantes de Sanders que votaron por Clinton. En comparación con el votante promedio por Sanders, los votantes Sanders-Trump tienden a ser blancos y mayores. La encuesta CCES mostró que solo entre el 17% y el 18% de los votantes Sanders-Trump se identificaron como ideológicamente liberales, y el resto se identificó como moderado o conservador. En la encuesta VOTER, los votantes Sanders-Trump calificaron a los grupos minoritarios de manera menos favorable que los votantes Sanders-Clinton; esto incluyó a latinos, musulmanes y personas LGBT. Según las encuestas de CCES y VOTER, las opiniones de los votantes Sanders-Trump sobre la política comercial son en gran medida similares a las de los demócratas típicos, a pesar de la relativa oposición de Sanders a los acuerdos de libre comercio.
Jeff Stein de Vox sugirió que muchos votantes Sanders-Trump pueden haber sido demócratas por Reagan que eran blancos y estaban a favor de los sindicatos. John Sides, profesor de ciencias políticas en la Universidad Vanderbilt, sugirió que era poco probable que muchos votantes Sanders-Trump se inclinaran a apoyar a Clinton en primer lugar. Escribiendo en RealClearPolitics, el defensor conservador Tim Chapman sugirió que tanto Trump como Sanders tenían un fuerte atractivo populista, especialmente para los votantes de la clase trabajadora en el corazón de los Estados Unidos, a pesar de sus políticas marcadamente diferentes. En 2020, Schaffner sugirió que la apelación de Sanders a los votantes de Sanders-Trump en 2016 se debió a su condición de forastero, sus políticas populistas y su focalización en temas que afectaban a grupos de personas que Trump intentó juzgar en su campaña de 2016.

## Elecciones de 2020
Los votantes Sanders-Trump fueron citados nuevamente como un posible factor decisivo en las elecciones presidenciales de Estados Unidos de 2020. Según una encuesta de NBC News/The Wall Street Journal de febrero de 2020, alrededor del 7% de los encuestados que dijeron que estaban entusiasmados o cómodos con Sanders en las elecciones de 2020 votaron por Trump en 2016. En marzo de 2020, Schaffner sugirió que si Sanders fuera el demócrata nominado en las elecciones generales de 2020, Sanders podría apuntar a algunos, pero no a todos los que votaron por Sanders-Trump en 2016. Philippe Reines, un asesor de Clinton desde hace mucho tiempo, sugirió que si este grupo de votantes votaría por el nominado demócrata Joe Biden en las elecciones generales dependería de los esfuerzos de Sanders para demostrar su apoyo a Biden.
Entre los pronosticadores preelectorales, no hubo consenso sobre el efecto potencial de los votantes Sanders-Trump en las elecciones de 2020. En marzo de 2019, Grace Sparks de CNN sugirió que era poco probable que los votantes Sanders-Trump fueran importantes en 2020, señalando las primeras encuestas que mostraron poca superposición en el apoyo entre Sanders y Trump. Según una encuesta de ABC News/Washington Post de marzo de 2020, el 15% de los votantes por Sanders (correspondiente al 6% de los demócratas inclinados) planeaba votar por Trump, mientras que el 80% planeaba votar por Biden. Una encuesta de Morning Consult de marzo de 2020 mostró que aunque los partidarios de Sanders tenían menos probabilidades de votar por Biden que el demócrata promedio, también eran menos propensos a «desertar» por Trump en comparación con 2016. Citando las encuestas a boca de urna de las primarias presidenciales demócratas de Carolina del Sur de 2020, el columnista de The Washington Examiner, Timothy P. Carney, sugirió que los votantes de Sanders eran demográficamente similares a los votantes de Trump.